# Perameles nasuta
Il bandicoot dal naso lungo (Perameles nasuta É. Geoffroy, 1804) è una specie di bandicoot diffusa in Australia. È il membro più grande del suo genere, che comprende inoltre il bandicoot fasciato occidentale, il bandicoot fasciato orientale e il bandicoot del deserto.
Il bandicoot dal naso lungo è molto meno colorato dei suoi stretti parenti e presenta una semplice colorazione bruna. Vive lungo la costa orientale australiana, da Ravenshoe, nel Queensland, a Naringal, nel Victoria sud-occidentale. È un predatore notturno e solitario che si nutre di invertebrati e tuberi.

## Habitat
Il bandicoot dal naso lungo vive nelle foreste dell'Australia orientale dove le precipitazioni sono regolari. Sebbene si trovi a proprio agio anche nella brughiera e nei boschi più secchi, preferisce soprattutto la foresta pluviale e le foreste di eucalipti; dove è possibile stabilisce la propria tana vicino a una riserva d'acqua, in terreni umidi, fertili e ricchi di cibo. Ovunque scelga di vivere, il bandicoot dal naso lungo predilige il sottobosco; anche i lussureggianti giardini suburbani gli offrono un habitat ideale e la specie ha ormai popolato con successo le periferie di alcune grandi città australiane come Sydney e Brisbane. Sebbene tendenzialmente non ami scavare la tana e riesca a vivere in terreni rocciosi, il bandicoot preferisce comunque le zone con un suolo sabbioso o morbido in cui è facile scavare alla ricerca di cibo. La parte più importante del territorio del bandicoot è costituita dal nascondiglio in cui l'animale trascorre il giorno: talvolta esso è costruito appositamente, ma più spesso è allestito nella cavità naturale di un albero o nella tana abbandonata di un coniglio.

## Cibo e nutrizione
Il bandicoot dal naso lungo si nutre prevalentemente di invertebrati, come gli insetti adulti, le loro larve e i vermi. Questo animale è inoltre sufficientemente agile da catturare lucertole e topi. Se le prende sono scarse, il bandicoot si dedica alla ricerca di cibo vegete: sgranocchia semi e frutti e scava il terreno alla ricerca di funghi, tuberi e bulbi. Il bandicoot cerca il cibo nel sottobosco della foresta, fiutandolo grazie all'acuto senso dell'odorato; utilizza le zampe anteriori, robuste e dotate di lunghi artigli, per rovistare tra le foglie o scavare. In seguito, sonda la presenza di cibo con il lungo muso, che infila nelle fessure fra le pietre o fra il legno marcio per scoovare gli insetti che vi si nascondono. Con i suoi denti aguzzi mastica facilmente gli insetti.

## Comportamento
Il bandicoot dal naso lungo è un animale notturno e rigidamente solitario, sebbene il territorio di un maschio possa parzialmente includere i territori di alcune femmine. Con il sopraggiungere dell'oscurità l'animale esce dalla tana e va in cerca di cibo. Sempre in allerta e pieno di energie, si muove con rapidità e nervosismo sulle quattro zampe. Sebbene il bandicoot non sia un animale territoriale in senso stretto, il maschio sorveglia il proprio territorio e lo pattuglia con regolarità. Accoglie facilmente le femmine in cui s'imbatte, soprattutto se sono disponibili sessualmente, mentre un incontro tra maschi può facilmente trasformarsi in uno scontro.

## Riproduzione
Il bandicoot dal naso lungo si riproduce con eccezionale facilità ed è molto prolifico: la femmina, una volta raggiunta la maturità sessuale (4 mesi), trascorre la maggior parte della propria vita in gestazione o allattando. La specie inoltre può contare sul più breve periodo di gestazione esistente tra mammiferi solo 12 giorni! Alla nascita i piccoli, di solito da 2 a 4 e molto poco sviluppati, si arrampicano sino al marsupio e, una volta al suo interno, si attaccano ciascuno a un capezzolo rimanendovi a succhiare il latte per 7-8 settimane. Terminato lo svezzamento vanno in cerca di cibo con la madre per circa 10 giorni, dopo i quali ciascuno deve iniziare a badare a se stesso a causa dell'imminente arrivo di una nuova cucciolata.